# Horațiu Rădulescu
Horațiu Rădulescu (n. 7 ianuarie 1942, București, România – d. 25 septembrie 2008, Paris, Franța) a fost un compozitor româno-francez. 
A studiat la conservatorul din București cu Tiberiu Olah, Ștefan Niculescu și Aurel Stroe. După terminarea studiilor a plecat în Franța, locuind mai târziu în Germania și Elveția. Horațiu Rădulescu a fost un compozitor cunoscut în întreaga lume, chiar și Olivier Messiaen remarcând calitățile compozițiilor sale.

## Opere (selecție)
- op. 7  "Taaroa",  pentru orchestră
- op. 82  Sonata pentru pian nr. 2 being and non-being create each other
- op. 86  Sonata pentru pian nr.3 you will endure forever
- op. 92  Sonata pentru pian nr.4 like a well ... older than God